# INsideOUT
『本格報道 INsideOUT』（ほんかくほうどう イン・サイド・アウト）は、日本BS放送（BS11）の報道番組。2007年12月3日放送開始、2014年3月31日終了。
政治家などをゲストに迎えたトークコーナーに番組の半分以上の時間を割いている。毎日新聞社、毎日映画社が全面的に協力している。

## 変遷
- 2007年12月3日 放送開始。当初は夕方のニュース番組として企画されたが、夜のニュース番組となった。放送時間は22:00 - 22:54。コーナーはニュース、トーク、INsideASIA（金曜のみ）のほか、JANJANと連携した「JANJAN入れ文」が設けられた。
- 2008年3月31日 放送時間を月曜〜木曜24:00、金曜23:00までに拡大。海外ニュースのコーナー「News Earth 11」を新設し、23時台をトークコーナーの再放送に充てる。また平日8:00 - 8:30に『INsideOUT Replay』として再放送枠を新設。この際「JANJAN入れ文」が終了。
- 2008年6月30日 放送時間を22:00 - 22:58とし、再び1時間番組となる。「News Earth 11」は別番組として独立。
- 2008年9月1日 朝の再放送枠が8:30 - 9:00に移動。
- 2008年12月26日 朝の再放送が終了。
- 2009年4月7日 朝の再放送を再開（火曜〜土曜 7:00 - 8:00）。
- 2009年10月10日　金曜日分の朝の再放送を昼12時からに変更
- 2010年4月5日 再放送を当日の深夜27:00（翌午前3時） - 27:55に移動。
- 2012年4月2日 放送時間を1時間繰り上げて月曜〜金曜 21:00 - 21:54に移動。タイトルも『本格報道 INsideOUT』に変更。
- 2014年3月31日 開局からの『本格報道 INsideOUT』が終了。2014年4月1日から「報道ライブ21　INsideOUT」として月曜から木曜は露木茂・黒塚まやが、金曜は財部誠一・渡名喜織恵がキャスター就任。

### 放送時間
| 期間       | 期間       | 放送時間（日本時間）   | 放送時間（日本時間）   |
| 期間       | 期間       | 月曜 - 木曜            | 金曜                   |
| ---------- | ---------- | ---------------------- | ---------------------- |
| 2007.12.03 | 2008.03.28 | 22:00 - 22:54（054分） | 22:00 - 22:54（054分） |
| 2008.03.31 | 2008.06.26 | 22:00 - 24:00（120分） | 22:00 - 23:00（060分） |
| 2008.06.30 | 2012.03.30 | 22:00 - 22:58（058分） | 22:00 - 22:58（058分） |
| 2012.04.02 | 2014.03.31 | 21:00 - 21:54（054分） | 21:00 - 21:54（054分） |

| 期間       | 期間       | 放送時間（日本時間）  | 放送時間（日本時間）  | 放送時間（日本時間）  |
| 期間       | 期間       | 月曜                  | 火曜 - 金曜           | 土曜                  |
| ---------- | ---------- | --------------------- | --------------------- | --------------------- |
| 2008.03.31 | 2008.08.29 | 08:00 - 08:30（30分） | 08:00 - 08:30（30分） | （放送なし）          |
| 2008.09.01 | 2008.12.26 | 08:30 - 09:00（30分） | 08:30 - 09:00（30分） | （放送なし）          |
| 2009.04.07 | 2009.10.03 | （放送なし）          | 07:00 - 08:00（60分） | 07:00 - 08:00（60分） |
| 2009.10.06 | 2010.04.03 | （放送なし）          | 07:00 - 08:00（60分） | 12:00 - 13:00（60分） |
| 2010.04.05 | 2014.03.31 | 27:00 - 27:55（55分） | 27:00 - 27:55（55分） | （放送なし）          |

## 内容、構成
BS11ニュースセンタースタジオ（パレスサイドビルディング内、毎日映画社所有）から生放送。
- ニュース - 毎日新聞夕刊の紙面などからその日のニュースを紹介。
- トーク - 時事問題について、司会者とレギュラーコメンテーター（毎日新聞論説委員）、ゲストが討論する。番組の「核」ともいえるコーナー。（近年はVTRやBS11報道局社員が取材したものが増えている）

## かつてのコーナー
- News Earth 11（月曜 〜 木曜） - アルジャジーラの英語ニュース（月曜）をはじめ、上海（火曜）、イスラエル（水曜）、インド（木曜）のニュース番組を日本語字幕付きで放送する。2008年3月31日開始。同年6月30日から別番組として独立し、火曜〜金曜 6:00 - 6:58に放送されていたが、同年秋に放送終了。
- market insight（金曜） - STOCK VOICEのキャスター陣が株価の動きを伝え、相場を読み、解説する。
- INsideASIA（第2日曜 18:55 - 19:00） - アジアプレス・インターナショナル代表のジャーナリスト・野中章弘が、ゲストからの報告をもとにアジアの話題や時局問題について解説する。以前は、水曜に放送された。2012年5月13日より現在の日時で放送。（現在は終了）

## 出演
キャスター（2013年12月現在）
- 【月曜日】二木啓孝（ジャーナリスト、日本BS放送取締役・報道局長・解説委員）、深津瑠美（キャスト・プラス所属、元岡山放送）
- 【火曜日】二木啓孝、曽宮一恵（元仙台放送アナウンサーほか、ニチエンプロダクション所属)
- 【水曜日】山口一臣（朝日新聞社週刊朝日前編集長）、 金本美紀（元山形放送アナウンサーほか、ニチエンプロダクション所属）
- 【木曜日】内野雅一、徳光実鈴（元TOKYO MX）
- 【金曜日】松岡真宏（フロンティアマネジメント代表取締役）、内野雅一（週刊エコノミスト編集委員）、渡名喜織恵（日本BS放送契約アナウンサー）

レギュラーコメンテーター
いずれも毎日新聞論説委員
- 【月曜日・木曜日】松田喬和
- 【火曜日】児玉平生
- 【水曜日】金子秀敏
- 【金曜日】大高和雄